# Kuşadası
Kuşadası (AFI: [ˈkuʃadasɯ]; pronúncia aproximada: cuxadásse;[a] Pígela (Phygela) ou Fígela na Antiguidade, Éfeso Neápolis no período bizantino e Escala Nova (Scala Nova) no período veneziano e genovês) é uma cidade turística da Turquia situada na costa do Mar Egeu. Fica no centro da área costeira de mesmo nome, na província de Aidim. Kuşadası fica 95 km ao sul do maior centro metropolitano da região de Esmirna e 71 km da sede governamental da província de Aidim, no interior. A sua principal indústria é o turismo. Seus vizinhos são o distrito de Germencik a nordeste, Söke a sudeste, o Mar Egeu a oeste e Selçuk ao norte.

## Etimologia
O nome Kuş (pássaro) e Ada (ilha), deve-se a sua localização na forma parecida a cabeça de um pássaro. Durante a era do Império Bizantino, ela era conhecida como Éfeso Neópolis, e sob o governo latino dos Genoveses, com o nome de Escala Nova. O nome Kus-Adasi foi adotado no início do século XX. Atualmente, os cidadãos da cidade encurtam seu nome apenas como Ada.

## História
Na Antiguidade a cidade foi ofuscada pela antiga e grandiosa Éfeso. A partir do século VII a.C., ela foi governada pelo Reino da Lídia a partir de sua capital, Sardes. A cidade mudou de comando sob as persas e gregas, misturando as duas culturas, persa e helenística. A cidade foi capturada pela República Romana no século II a.C., que a transformaria em capital provincial. Segundo a tradição, Maria veio morar na cidade, tanto que ficou conhecida como "Ana". 
Usado por Bizantinos e Genoveses, o porto da cidade trouxe-lhe desenvolvimento. Em 1086 d.C. a cidade foi capturada pelos turcos. A cidade foi ocupada pelos Aliados de 1919 a 1922, sendo devolvida aos turcos em 7 de outubro de 1922. Em 2005, a cidade foi alvo de atentados terroristas, atingindo três cidadãos turcos, um britânico e dois irlandeses.

## Geografia
A cidade tem o total de 264 quilómetros quadrados, com uma altitude média de 11 metros. Fica em uma baía do mar Egeu, não muito longe da ilha grega de Samos, denominada Golfo de Kuşadası. A península de Guvercin Ada sai para o mar em uma extremidade, e a montanha de Pilav Dağı situa-se atrás.

## Locais de interesse
- As muralhas da cidade -
- Kaleiçi Camii - a mesquita construída em 1618 para o grão-vizir Mehmed Pasha Öküz Kara .
- O Öküz Mehmet Pasha Karavansaray está perto das docas. Foi construído em 1618 como uma sala-forte para os bens de marinheiros.

## Cidades irmãs
- Monterey, Estados Unidos
- Marl, Alemanha